# Ftan
Ftan (německy a do roku 1943 oficiálně Fetan) je bývalá samostatná obec ve švýcarském kantonu Graubünden, okresu Engiadina Bassa/Val Müstair, dnes součást obce Scuol. Nachází se v údolí Engadin, asi 43 kilometrů severovýchodně od Svatého Mořice a 30 kilometrů východně od Davosu v nadmořské výšce 1 648 metrů. Má zhruba 500 obyvatel.

## Historie

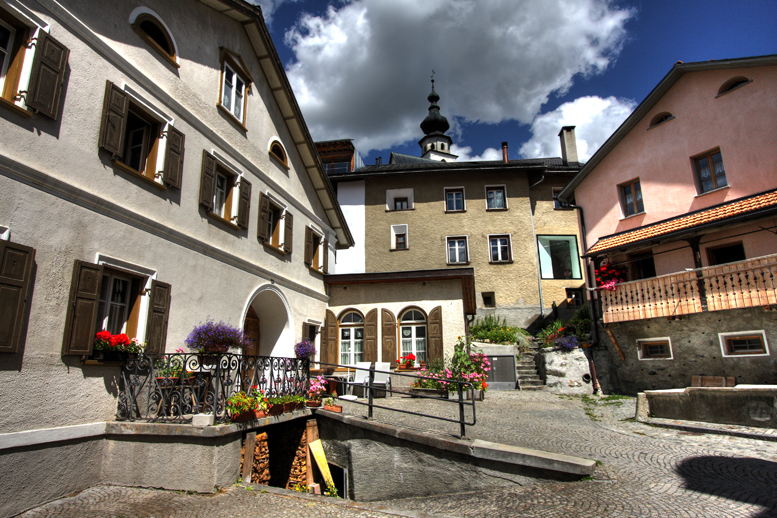
Původní domy v obci

V roce 2007 našli archeologové z Curyšské univerzity pod vedením Thomase Reitmaiera v Plan da Mattun v údolí Val Urschai stopy pravěkých lidí staré až 10 500 let. Na Muot Padnal se nacházelo opevněné sídliště s valem a příkopem, stejně jako kruhová hradba na kopci Umbrain z doby bronzové a železné. V údolí Val Tasna jsou doloženy nálezy z doby římské, které rovněž dokládají rané alpské zemědělství.
Ve 12. století vlastnili páni z Taraspu mnoho statků ve Ftanu a darovali je klášterům Müstair a Scuol a po jejich přenesení také opatství Marienberg ve Vinschgau. Datum vzniku farního kostela svatého Petra není známo, ale farnost Ftan je doložena od roku 1492. V letech 1499 a 1622 byl Ftan zničen rakouskými vojsky. V roce 1542 došlo k přechodu od katolické víry k reformované. V roce 1652 se Ftan vykoupil z područí Rakouska a až do roku 1851 patřil k soudní farnosti Untertasna.
V 70. letech 17. století zaznamenal Martin Peider Schmid svůj přesný popis Ftanu ve dvousvazkovém rukopise nazvaném Chiantun verd. Ftan byl několikrát poškozen lavinami (1682 a 1720) a požáry vesnice (1723, 1794 a 1885). V roce 1875 byly zahájeny práce na lavinových zábranách a zalesňování. Nestabilní morénová půda v oblasti Palüds da Sainas byla odvodněna, aby se část obce Ftan Grond uchránila před nebezpečím sesuvů půdy. Od výstavby silnice v údolí Engadin v letech 1860 až 1862 je Ftan z velké části odříznut od hlavní komunikace. V důsledku toho se počet obyvatel mezi lety 1850 a 1900 snížil z 506 na 403 osob. Některé místní rodiny obyvatel emigrovaly jako kavárníci a cukráři a získaly odpovídající podniky v Itálii, severní a východní Evropě.
Ve významném zemědělském sektoru se od zemědělství postupně upouštělo ve prospěch živočišné výroby až v 50. letech 20. století. V roce 1970 byla postavena první sedačková lanovka a lyžařský vlek, poté se rychle rozvíjel zimní cestovní ruch, což se projevilo zejména výstavbou mnoha rekreačních nemovitostí.
Až do roku 2014 byl Ftan samostatnou politickou obcí. Na základě výsledků referenda se však k 1. lednu 2015 spolu s dalšími okolními obcemi (např. Ardez, Guarda) sloučil pod obec Scuol.

## Geografie
Obec Ftan leží v nadmořské výšce přibližně 1 650 m. Katastr vesnice se rozkládá od údolí Innu ve výšce 1 200 m až po vrchol Augstenberg ve výšce 3 230 m. Dvě největší části obce tvoří těsně sousedící osady Ftan Grond a Ftan Pitschen. Jejich názvy znamenají v překladu do němčiny „Gross-Ftan“ a „Klein-Ftan“.

## Obyvatelstvo
| Rok            | 1835 | 1850 | 1900 | 1950 | 1970 | 2000 |
| Počet obyvatel | 538  | 506  | 403  | 504  | 425  | 516  |

### Jazyky
Obyvatelé Ftanu stále mluví převážně jazykem Vallader, což je dolnoengadinský dialekt rétorománštiny. Podporuje ji také obecní samospráva a místní škola. V roce 1990 tak 68 % obyvatel uvedlo, že rozumí rétorománštině, a v roce 2000 to bylo dokonce 76 %. Do roku 1900 byla obec téměř jednojazyčná (1880 89 %, 1900 92 %). Od té doby tento podíl klesal vlivem německy mluvící menšiny. V současnosti se počet obyvatel, používajících rétorománštinu jako svůj primární jazyk, pohybuje okolo 60 %. Několik obyvatel také při sčítání uvedlo, že používá italštinu.
Vývoj v posledních desetiletích ukazuje následující tabulka:
| Jazyky v Ftanu |                   |                   |                   |                   |                   |                   |
| Jazyk          | Sčítání lidu 1980 | Sčítání lidu 1980 | Sčítání lidu 1990 | Sčítání lidu 1990 | Sčítání lidu 2000 | Sčítání lidu 2000 |
| Jazyk          | Počet             | Podíl             | Počet             | Podíl             | Počet             | Podíl             |
| Němčina        | 139               | 31,95 %           | 153               | 33,77 %           | 191               | 37,02 %           |
| Rétorománština | 251               | 57,70 %           | 263               | 58,06 %           | 298               | 57,75 %           |
| Italština      | 19                | 4,37 %            | 14                | 3,09 %            | 6                 | 1,16 %            |
| Počet obyvatel | 435               | 100 %             | 453               | 100 %             | 516               | 100 %             |

## Doprava
Na území obce se nachází železniční zastávka Ftan Baraigla na trati Bever – Scuol-Tarasp. Ta se však nachází v nadmořské výšce 1 335 m, tedy asi 300 výškových metrů pod centrem obce, odkud je obtížně dostupná. Veřejnou dopravu tak zajišťují primárně žluté autobusy Postauto, jezdící ze Scuolu a Ardezu přímo do centra obce.
Ftan se historicky nacházel na hlavní silnici vedoucí údolím Engadin (Via imperiala). Kvůli výstavbě kantonální hlavní silnice č. 27, vedené soutěskou Innu, je však obec od roku 1865 touto silnicí široce obcházena.